# Kim Soon-Duk
Kim Soon-Duk, född den 20 december 1967, är en koreansk landhockeyspelare.
Hon tog OS-silver i damernas landhockeyturnering i samband med de olympiska landhockeytävlingarna 1988 i Seoul.